# Лащи (посёлок железнодорожного разъезда)
 Лащи  — поселок железнодорожного разъезда в Буинском районе Татарстана. Входит в состав Черки-Гришинского сельского поселения.

## География
Находится в юго-западной части Татарстана на расстоянии приблизительно 7 км на север по прямой от районного центра города Буинск у железнодорожной линии Ульяновск-Свияжск.

## История
Основан в первой половине 1940-х годов. В поселке действует ОАО «Ахмаметьевский электромеханический завод» и кафе «Шатлык».

## Население
Постоянное население составляло 292 человека в 1989 году, 324 человека (татары 74%) в 2002 году, 350 в 2010.